# Nika Futterman

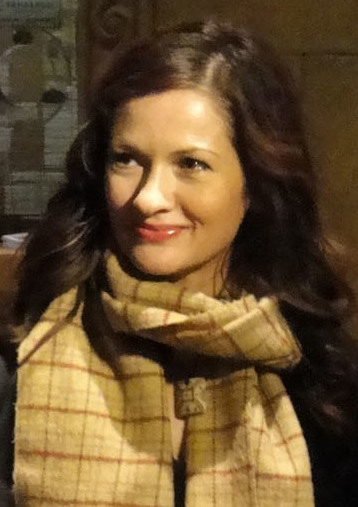
Nika Futterman (2010)

Nika Futterman (Nika Futterman Frost; * 25. Oktober 1969 in New York City) ist eine US-amerikanische Schauspielerin, Synchronsprecherin und Sängerin. Bekannt ist sie als Synchronsprecherin von Luna Loud aus der Zeichentrickserie Willkommen bei den Louds.

## Leben
Nika Futterman lebt in Los Angeles und hat ein Kind. Sie spielt Poker und hat an professionellen Turnieren teilgenommen.

## Sängerin
Sie wirkte als Sängerin u. a. bei Pretty Fly (for a White Guy) von The Offspring oder als Backgroundsängerin des Lieds Careless Whisper aus der Kinderserie Kids Incorporated mit. Viele der von ihr synchronisierten Figuren hatten Gesangteile in ihrer Rolle, die Futterman umsetzte. Von ihr gesungen wurden unter anderem die Lieder:
- We Work Together and Hop Up, Jump In aus Meister Mannys Werkzeugkiste
- Das Titellied zu Mein Schulfreund ist ein Affe
- Sandy Lied über Kokusnusswasser aus Bubble Guppies
- Mehrfach als Titelcharakter in Fanboy & Chum Chum
- Als Luna Loud in Willkommen bei den Louds

## Filmografie

### Schauspielerin (Auswahl)
- Chicago Hope als Nikki Hodge
- Diagnose: Mord als Ragna Clark
- The Huntress als Olivia
- Murphy Brown als Laura
- Shasta McNasty als Fotografin
- The Wayans Bros. als Assistentin

### Synchronisation
- 1996–2004: Hey Arnold!
- 2005–2008: Avatar – Der Herr der Elemente
- 2005–2008: Mein Schulfreund ist ein Affe
- 2006: Meister Mannys Werkzeugkiste
- 2008: Star Wars: The Clone Wars
- 2008–2014: Star Wars: The Clone Wars
- 2009–2012: Fanboy & Chum Chum
- 2013–2016: Sanjay & Craig
- 2014–2017: Clarence (5 Episoden)
- seit 2016: Willkommen bei den Louds
- 2017: Hey Arnold! Der Dschungelfilm
- 2019–2022: Grünes Ei mit Speck (Green Eggs and Ham, 11 Episoden)
- 2020: Doom Eternal
- 2021: Willkommen bei den Louds – Der Film (The Loud House Movie)
- 2021, 2024: Star Wars: The Bad Batch
- 2022: Rise of the Teenage Mutant Ninja Turtles: The Movie
- 2025: Star Wars: Geschichten der Unterwelt